# Calhan
Calhan és una població dels Estats Units a l'estat de Colorado. Segons el cens del 2008 tenia 869 habitants.

## Demografia
Segons el cens del 2000, Calhan tenia 896 habitants, 347 habitatges, i 246 famílies. La densitat de població era de 467,5 habitants per km².
Dels 347 habitatges en un 39,5% hi vivien nens de menys de 18 anys, en un 57,3% hi vivien parelles casades, en un 10,1% dones solteres, i en un 29,1% no eren unitats familiars. En el 25,4% dels habitatges hi vivien persones soles el 14,4% de les quals corresponia a persones de 65 anys o més que vivien soles. El nombre mitjà de persones vivint en cada habitatge era de 2,58 i el nombre mitjà de persones que vivien en cada família era de 3,11.
Per edats la població es repartia de la següent manera: un 29,7% tenia menys de 18 anys, un 7,4% entre 18 i 24, un 28,1% entre 25 i 44, un 20,3% de 45 a 60 i un 14,5% 65 anys o més.
L'edat mediana era de 36 anys. Per cada 100 dones de 18 o més anys hi havia 84,8 homes.
La renda mediana per habitatge era de 35.735 $ i la renda mediana per família de 50.000 $. Els homes tenien una renda mediana de 32.135 $ mentre que les dones 24.659 $. La renda per capita de la població era de 19.266 $. Entorn del 3,7% de les famílies i el 8,2% de la població estaven per davall del llindar de pobresa.

## Poblacions més properes
El següent diagrama mostra les poblacions més properes.